# Pedro Martínez (Granada)
Pedro Martínez ist eine Gemeinde in der Provinz Granada im Südosten Spaniens mit 1.147 Einwohnern (Stand: 2024). Die Gemeinde liegt in der Comarca Los Montes. 

## Geografie
Die Gemeinde liegt im Norden der Provinz und grenzt an Alamedilla, Alicún de Ortega, Dehesas de Guadix, Fonelas, Gobernador, Guadahortuna, Huélago, Morelábor, Torre-Cardela und Villanueva de las Torres. 

## Sehenswürdigkeiten
Der Ort lag im Mittelalter im Grenzgebiet zwischen dem muslimischen Al-Andalus und den christlichen Königreichen und war ein umkämpftes Gebiet. Der Name beruht auf dem Namen des Anführer der Truppen des Herzogs von Gor, welche die Region für die Katholischen Könige einnahmen.